# Jezioro Spólne
Jezioro Spólne (także: Spilno-Koseniec lub Wspólne) – jezioro w Polsce, w województwie lubelskim, w powiecie włodawskim, na terenie rezerwatu przyrody Żółwiowe Błota.

## Położenie
Akwen położony jest na zachód od jeziora Perespa, od którego oddziela je bagno Zawłocze i na południe od wsi Żłobek w gminie Włodawa, pośród lasów i terenów zabagnionych.

## Morfometria
Spilno-Koseniec to zespół dwóch płytkich jezior połączonych wąską cieśniną. Spilno ma powierzchnię 77,7, hektara, a Koseniec 32,6 hektara, czyli łącznie akwen ma 110,3 hektara. Z zespołu wypływa rzeka Tarasinka. Najgłębsze miejsce Spilnego to 2,25 metra, a Koseńca 4,2 metra. Brzegi są w większości zarośnięte i niedostępne, jedynie na niewielkich skrawkach linii brzegowej występują piaski.

## Przyroda
Szata roślinna akwenów i ich otoczenia jest zróżnicowana. Występują tu klasy Lamnetea, Potamogetonetea oraz Phragmitetea. Na terenach zabagnionych dominują turzycowiska ze związku Magnocaricion elatae (głównie zespoły Caricetum elatae i Caricetum gracilis). Na zachód od jeziora wykształciły się torfowiska przejściowe z klasy Scheuchzerio-Caricetea fuscae. W otoczeniu rosną olsy z klasy Alnetea glutinosae oraz różne typy borów z klasy Vaccinio-Piceetea.